# 최명철
최명철(? ~ )은 조선민주주의인민공화국의 정치인이다. 조선로동당 중앙위원회 위원 겸 낙원기계연합기업소 고문지배인이다.

## 경력
1974년 천리마낙원기계공장 지배인을 거쳐 1982년 8월, 낙원기계공장 지배인으로 승진했다. 1990년 1월 낙원기계연합기업소 당 책임비서로 선출되었고 1991년 4월에 낙원기계연합기업소 지배인이 되었다. 2016년 5월, 조선로동당 제7차 대회에서 당 중앙위원회 위원으로 선출되었다. 현재, 낙원기계연합기업소 고문지배인이다.

## 기타
1994년 7월 김일성 사망과 1995년 오진우 사망 당시에 국가 장의위원회 위원을 맡았다.